# Głowaczów (gmina)
Głowaczów (do 1949 gmina Mariampol) – gmina miejsko-wiejska w województwie mazowieckim, w powiecie kozienickim. W latach 1975–1998 gmina położona była w województwie radomskim.
Siedziba gminy to Głowaczów.
Według danych z 30 czerwca 2004 gminę zamieszkiwało 7400 osób. Natomiast według danych z 31 grudnia 2019 roku gminę zamieszkiwało 7166 osób.

## Struktura powierzchni
Według danych z roku 2002 gmina Głowaczów ma obszar ok. 186,26 km², w tym:
- użytki rolne: 67%
- użytki leśne: 28%

Gmina stanowi 20,31% powierzchni powiatu.

## Demografia

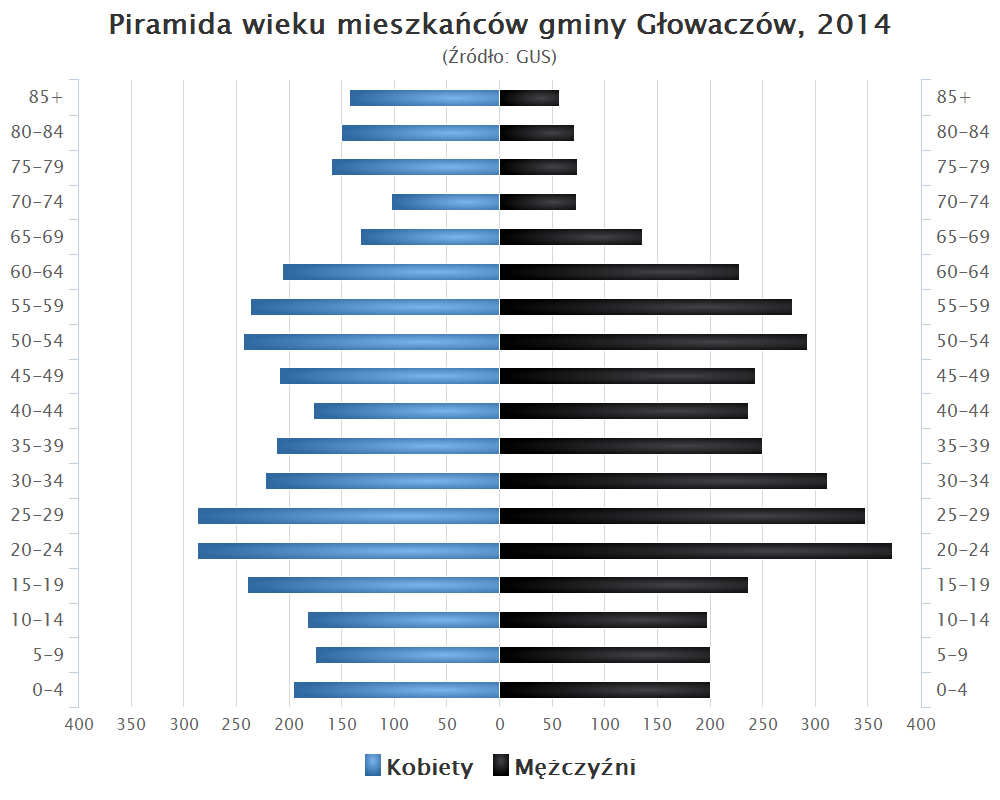
Piramida wieku mieszkańców gminy Głowaczów w 2014 roku

Dane z 30 czerwca 2004:
| Opis                              | Ogółem | Ogółem | Kobiety | Kobiety | Mężczyźni | Mężczyźni |
| --------------------------------- | ------ | ------ | ------- | ------- | --------- | --------- |
| jednostka                         | osób   | %      | osób    | %       | osób      | %         |
| populacja                         | 7400   | 100    | 3640    | 49,2    | 3760      | 50,8      |
| gęstość zaludnienia (mieszk./km²) | 39,7   | 39,7   | 19,5    | 19,5    | 20,2      | 20,2      |

## Symbole gminy
Symbolami gminy Głowaczów są: herb, flaga, banner i pieczęć. Na każdym z tych symboli widnieją insygnia rodów szlacheckich, jakimi są nałęczka (Leżeńscy), klucz (Boscy) oraz brzoza - symbol wsi Brzóza.

## Sołectwa
Adamów, Bobrowniki, Brzóza, Cecylówka-Brzózka, Cecylówka Głowaczowska, Chodków, Dąbrówki, Emilów, Głowaczów, Grabnowola, Helenów, Henryków, Ignacówka Bobrowska, Ignacówka Grabnowolska, Jasieniec, Klementynów, Kosny, Leżenice, Lipa, Lipska Wola, Łukawa, Łukawska Wola, Maciejowice, Mariampol, Marianów, Michałów, Miejska Dąbrowa, Moniochy, Podmieście, Przejazd, Rogożek, Sewerynów, Stanisławów, Stawki, Studnie, Studzianki Pancerne, Ursynów, Wólka Brzózka, Zieleniec

## Sąsiednie gminy
Grabów nad Plilicą, Jastrzębia, Jedlińsk, Kozienice, Magnuszew, Pionki, Stromiec

## Wójtowie Gminy
- Dariusz Kwaśniewski (do 2001)
- Stanisław Bojarski (2002–2014)
- Józef Grzegorz Małaśnicki (2014–2018)
- Hubert Czubaj (2018-obecnie)